# Noël Laudin
Pour les articles homonymes, voir Laudin.

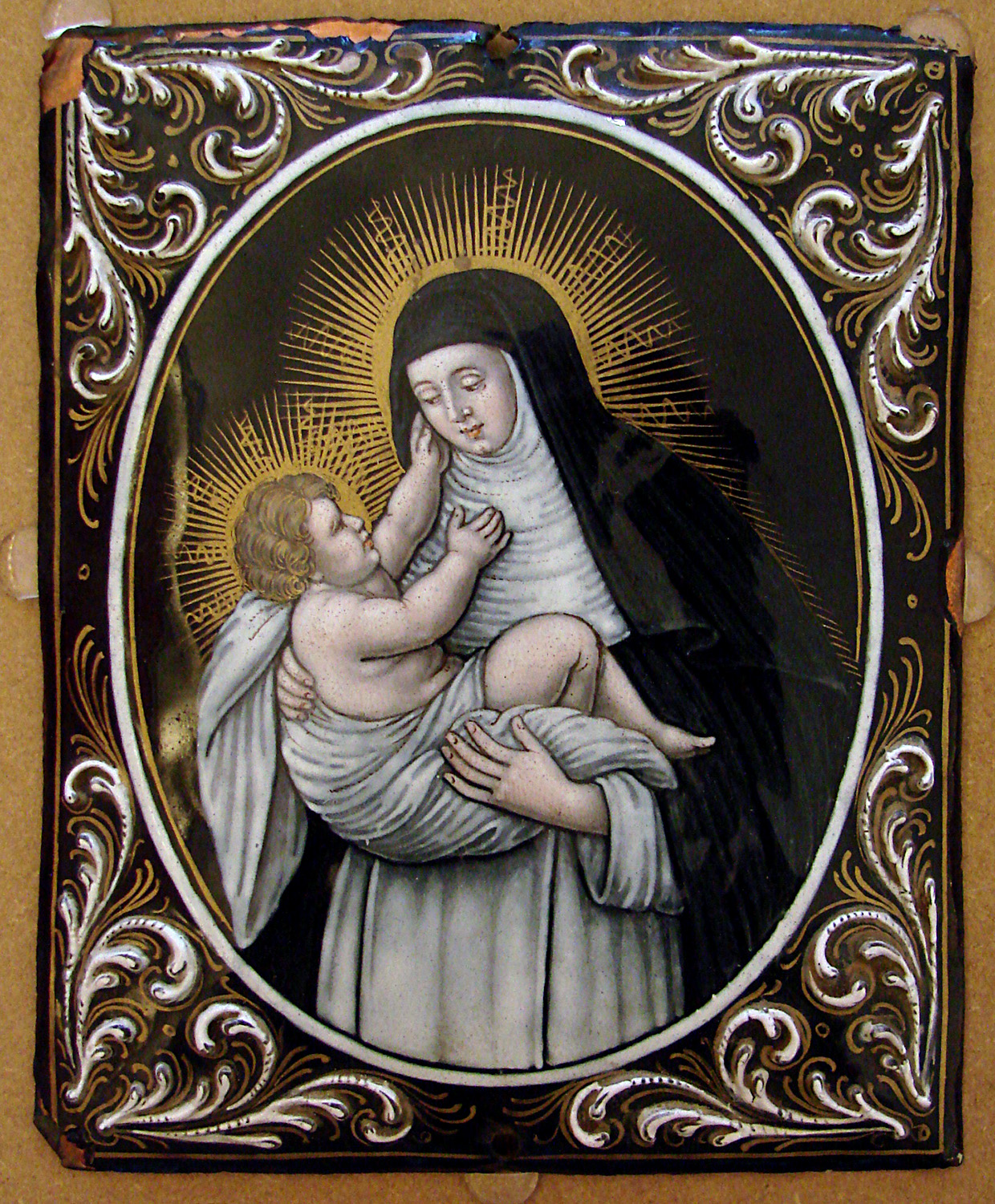
Sainte Rose de Lima, Noël Laudin, musée de Châlons-en-Champagne.

Noël Laudin, dit parfois Noël Laudin le Jeune ou Nicolas Laudin II, né en 1657 et mort le 28 octobre 1727 à Limoges, est un peintre émailleur français. 
Il est célèbre pour avoir traité des sujets de la Bible. 
Installé dans le faubourg Boucherie à Limoges, il est inhumé au cimetière Saint-Maurice de Limoges.

## Famille
Noël Laudin fait partie d'une famille d'émailleurs ayant exercé à Limoges du XVIe au XVIIIe siècle. Il en est, avec sa sœur Valérie Laudin et I. Laudun,, l'un des trois plus connus.

## Hommage
Une rue de Limoges porte son nom.